# Mary Ellen Pleasant
Pour les articles homonymes, voir Pleasant.
Mary Ellen Pleasant (19 août 1814 - 11 janvier 1904) est une entrepreneure, financière, magnat de l'immobilier et abolitionniste du XIXe siècle. Elle a sans doute été la première millionnaire afro-américaine autodidacte, précédant Madame CJ Walker de plusieurs décennies.
Elle se qualifie de « capitaliste de profession » lors du recensement de 1890 aux États-Unis. Son objectif était de gagner un maximum d'argent afin d'aider un maximum de personnes.
Elle a contribué au chemin de fer clandestin et a participé à son extension vers l'ouest pendant l'ère de la ruée vers l'or en Californie. Elle était l'amie de John Brown, qu'elle soutenait financièrement, et était connue des cercles abolitionnistes. Après la guerre de Sécession, elle a remporté plusieurs victoires pour les droits civiques qui lui ont valu d'être surnommée « La mère des droits de l'homme en Californie ».
Réalisant qu'elle était dans une position précaire en tant que femme noire qui avait acquis un pouvoir politique et financier, elle cherche à se fondre dans la culture de l'époque. Elle s'est longtemps présentée comme gouvernante et cuisinière, même quand sa situation financière lui permettait de ne plus travailler, et a utilisé ces positions pour entrer en contact avec des membres de la bourgeoisie et obtenir des informations pour ses investissements. Dans les années 1870, elle fait la connaissance de Thomas Bell, un riche banquier et capitaliste, qui l'aide à gagner davantage d'argent et à garder sa véritable situation financière secrète.

## Jeunesse
Pleasant est probablement née le 19 août 1814. Les récits divergent quant à son lieu de naissance, l'identité de ses parents et si elle est née libre ou non. Elle a affirmé qu'elle était née libre à Philadelphie sur Barley Street. D'autres déclarent qu'elle est née esclave en Géorgie ou en Virginie.
Sa mère disparaît lorsqu'elle est enfant, après quoi elle vit avec M. et Mme. Williams, et est connue sous le nom de Mary Ellen Williams. M. Williams la conduit à Nantucket, dans le Massachusetts, pour être domestique de la famille Hussey-Gardner, qui étaient des quakers et des abolitionnistes.
En grandissant, elle travaille dans le magasin des Hussey. Situé sur Union Street, il était dirigé par Mary Hussey, qu'elle appelait « Grandma Hussey ». Pleasant cherche à améliorer sa condition en se concentrant sur ce qu'elle pouvait apprendre de son environnement. Travailler au magasin lui donne un sens aigu des affaires. Elle dit de cette époque : « J'étais une fille pleine d'intelligence [qui] n'apprenait pas des livres mais étudiait beaucoup les hommes et les femmes… J'ai toujours remarqué que quand j'avais quelque chose à dire, les gens écoutaient, avec attention.". Elle est considérée comme un membre de la famille par Phebe Hussey Gardner et Edward Gardner. Leur fils Thomas Gardner lui apprend à lire et à écrire. Elle quitte Nantucket vers 1840 mais maintiendra une correspondance avec Phebe Gardner et Ariel Hussey jusqu'à leur mort.

## Le chemin de fer clandestin
Pleasant travaille comme apprentie chez un tailleur à Boston sur Merrimac Street, ou elle rencontre probablement son premier mari. Elle  épouse James Smith à Boston dans les années 1840. Le couple soutient la cause abolitioniste et, ensemble, aident des esclaves en fuite à se rendre au nord vers la liberté en Nouvelle-Écosse grâce au réseau du chemin de fer clandestin. Ils coordonnent le transport des fugitifs grâce à leurs contacts à Nantucket et à New Bedford, dans le Massachusetts, dans l'Ohio et peut-être à la Nouvelle-Orléans. Pleasant a probablement assisté aux réunions de l'Anti-Slavery Society à Nantucket, dirigées par Anna Gardner, pendant et après son mariage. Son mari décède après environ quatre ans de mariage et Pleasant hérite d'un domaine valant des dizaines de milliers de dollars. Elle continue à servir de conducteur pour le Chemin de fer clandestin pendant trois ou quatre ans. Il s'agissait d'un travail dangereux: elle est menacée à cause de l'aide qu'elle fournit aux esclaves en fuite et doit finalement quitter la côte est. Les membres du chemin de fer clandestin étaient passibles de poursuites et d'emprisonnement en vertu de la loi sur les esclaves fugitifs de 1793 et de la loi ultérieure de 1850 qui imposait de nouvelles sanctions à ceux qui venaient en aide aux esclaves.

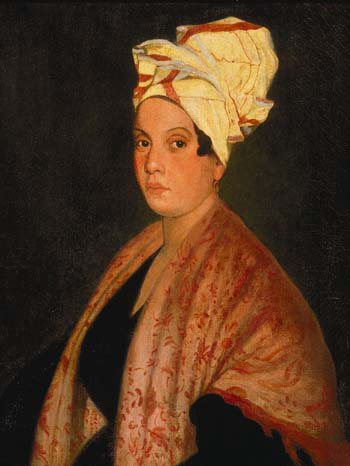
Frank Schneider, Portrait de Marie Laveau (1794-1881), 1920, Louisiana State Museum, La Nouvelle-Orléans. Basé sur une peinture de 1835 par George Catlin. Pleasant est réputé avoir entendu parler du vaudou de Louisiane par Marie Laveau.

Elle retourne à Nantucket pour une courte période après la mort de son mari. Edward Gardner l'aide à gérer la succession de son mari après sa mort. Pleasant entame une relation avec John James Pleasants, un ancien esclave. Ils se marient vers 1848. Elle accouche d'une petite fille nommée Elizabeth « Lizzie » J. Smith à la fin des années 1840.
Un certain nombre d'abolitionnistes de Boston, Philadelphie et New Bedford migrent vers l'ouest en Californie vers 1850. Pleasant navigue à destination de la Nouvelle-Orléans, où elle organise la fuite d'esclaves, prend des cours de cuisine et aurait rencontré la reine vaudou Marie Laveau. Elle quitte la Nouvelle-Orléans au moment où elle était sur le point d'être arrêtée pour son implication dans le chemin de fer clandestin. Elle arrive à San Francisco en 1849, ou en avril 1852 sur le vapeur Oregon. Le voyage vers la Californie dure environ quatre mois.

## Ruée vers l'or en Californie et droits civiques
Comme neuf pionniers sur dix arrivant en Californie lors de la ruée vers l'or étaient des hommes, Pleasant se rend compte qu'elle peut gagner beaucoup d'argent en cuisinant et en logeant les mineurs.
Elle travaille comme domestique et décide de ses investissements sur la base de conversations qu'elle entend lors des repas et conférences de la bourgeoisie. Avec l'argent gagné, elle établit des pensions, une chaîne de blanchisseries et des maisons closes. Elle co-fonde la Bank of California et elle crée plusieurs restaurants. John James Pleasant était cuisinier sur les bateaux, et était souvent en mer pendant leur mariage de 30 ans. Il l'a cependant accompagnée dans sa lutte pour la cause abolitionniste. Il meurt en 1877.

## Philanthropie et droits civiques
Plus elle gagnait d'argent, plus elle était en mesure d'aider les personnes dans le besoin. Pour sa propre sécurité, elle utilise initialement le nom Ellen Smith, plutôt que Pleasant, pour ses affaires. Elle est cependant appelée Mme Pleasant par les anciens esclaves qui travaillent dans ses entreprises, qui comprennent des écuries, des fermes et une société de prêt. Elle prend soin de garder le nom "Smith" hors de ses activités liées au chemin de fer clandestin mais elle aide les esclaves en fuite à se déplacer, obtenir un logement ou un emploi.
Elle fournit des ressources juridiques aux esclaves fugitifs lorsqu'on tente de les extrader de Californie et les renvoyer aux propriétaires d'esclaves. Par exemple, elle paye les frais juridiques et le logement d' Archy Lee lors de son affaire de 1857, dans laquelle un juge du Texas statue finalement contre la constitution de l'État de Californie et en faveur du propriétaire d'esclaves. Les témoignages d'Afro-Américains n'étant pas autorisés devant les tribunaux, elle travaille à l'abrogation de la loi sur les témoignages interdits. Elle fait également campagne pour la fin de l'esclavage dans l'état. Ses activités lui valent d'être connue comme la « Mère des droits civiques en Californie ».
Elle aide les femmes seules de toutes origines à se loger, à se vêtir ou à trouver des foyers pour leurs enfants quand elles n'ont pas les moyens de s'en occuper. Elle arrange des mariages entre des hommes riches et ses « protégées », qui tiennent des registres détaillés sur les activités de ces hommes – enfants illégitimes, infidélités et manigances politiques et financières – qu'elle a peut-être utilisés comme un moyen de chantage.

## Ferry Harper

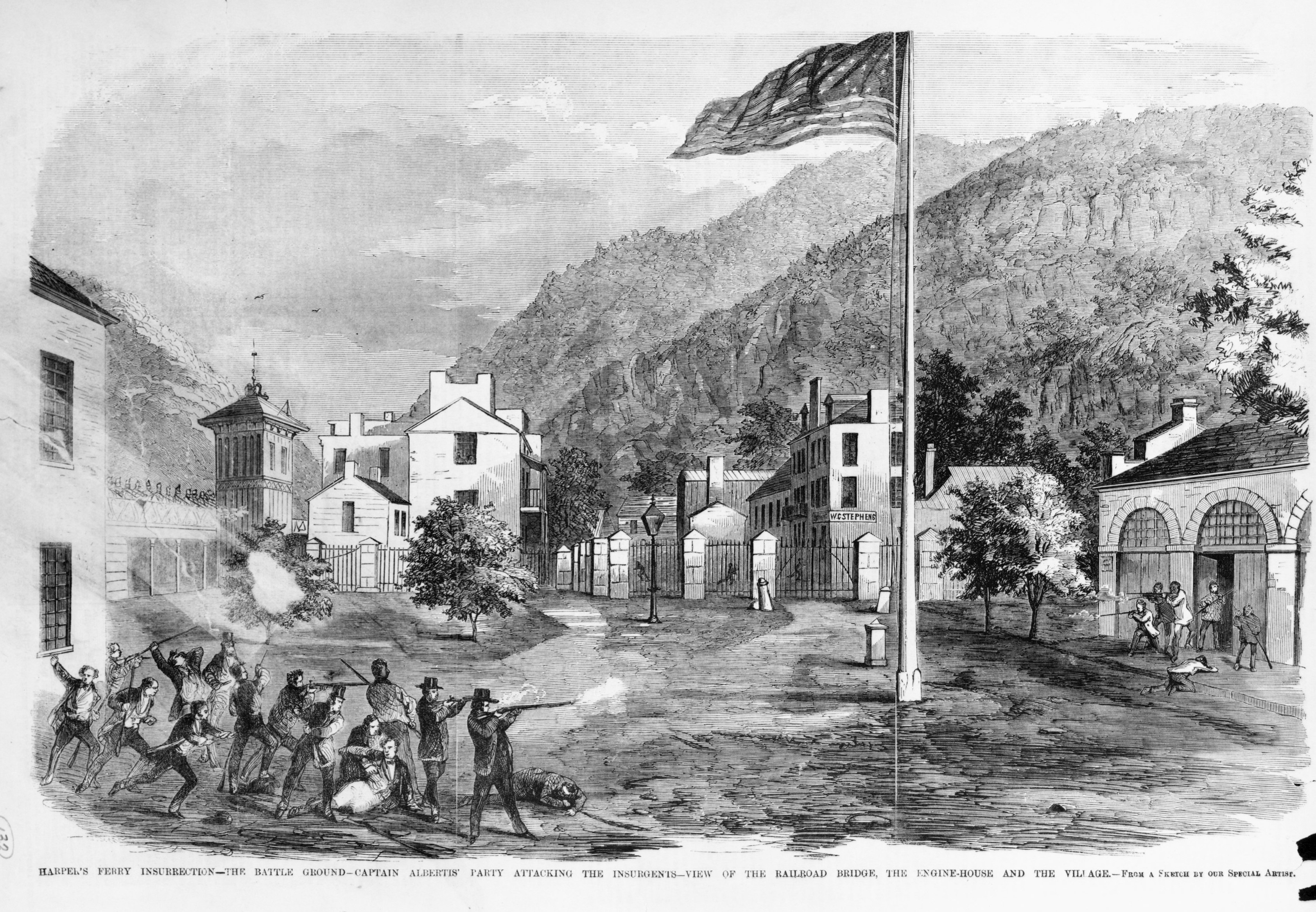
Champ de bataille de l'insurrection de Harper's Ferry, avec le groupe du capitaine EG Alburtis attaquant les insurgés, gravure sur bois, 5 novembre 1859, Frank Leslie's Illustrated Newspaper.

Elle quitte San Francisco de 1857 à 1859 pour aider John Brown qu'elle aurait activement soutenu financièrement.On trouve une note d'elle dans la poche de Brown lorsqu'il est arrêté après l' incident de Harpers Ferry Armory, mais comme elle n'était signée qu'avec les initiales « MEP » (qui ont été mal interprétées comme « WEP »), elle n'est pas identifiée et retourne à San Francisco pour continuer son travail. John Brown est pendu le 2 décembre 1859 pour meurtre et trahison mais personne ne suspecte que Pleasant est à l'origine de la note trouvée.
Pleasant déclare plus tard: « Avant de mourir, je souhaite révéler l'identité de la personne qui a fourni à John Brown la majeure partie de l'argent qui a rendu possible la bataille à Harpers Ferry et qui a signé la lettre trouvée sur lui lors de son arrestation. ». La somme qu'elle a donnée était de 30 000 $ ( l'équivalent de 864 111 $ en 2020). Elle a affirmé qu'il s'agissait de « l'acte le plus important et le plus significatif de sa vie ».

## La vie d'après-guerre

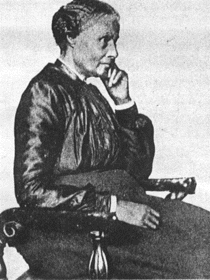
Mary Ellen Pleasant

Après la guerre, elle développe un partenariat de longue durée avec Thomas Bell, un banquier blanc et investisseur dans l'Est. Ses investissements et ses entreprises lui font gagner, à elle et à Thomas Bell, 30 millions de dollars (
soit 698 454 545 $ en 2025) jusqu'en 1875.
À la fin de la guerre, elle arrête de travailler comme gouvernante pour pouvoir consacrer plus de temps à son combat pour les droits civiques, dont la création d'écoles noires et la lutte contre les lois Jim Crow.

## Affaires juridiques
Pleasant combat avec succès la discrimination raciale dans les transports publics de San Francisco après qu'elle et deux autres femmes noires sont expulsées d'un tramway de la ville en 1866. Elle dépose deux plaintes. La première, contre l'Omnibus Railroad Company, est retirée après que l'entreprise s'est engagée à autoriser l'accès à leurs tramways aux Afro-Américains:51. La deuxième affaire, Pleasant c. North Beach & Mission Railroad Company, est débattue à la Cour suprême de Californie et dure deux ans. Pleasant est victorieuse et la décision des juges interdit la ségrégation dans les transports publics de la ville.

## Derniers jours
Elle habite à Webster Street à San Francisco à la fin de sa vie. Quand elle s'affaiblit, un ami, Olive Sherwood, la recueille dans sa résidence sur Filbert Street. Elle y meurt le 11 janvier 1904 et est enterrée au cimetière de Tulocay à Napa, en Californie. Sa tombe est ornée d'une sculpture en métal et on peut y lire « Elle fut l'amie de John Brown », comme elle l'avait demandé avant sa mort. Son ancien manoir a été démoli et a été remplacé par le Mary Ellen Pleasant Memorial Park.